# Lekkoatletyka na Letnich Igrzyskach Olimpijskich 1932 – bieg na 10 000 m mężczyzn

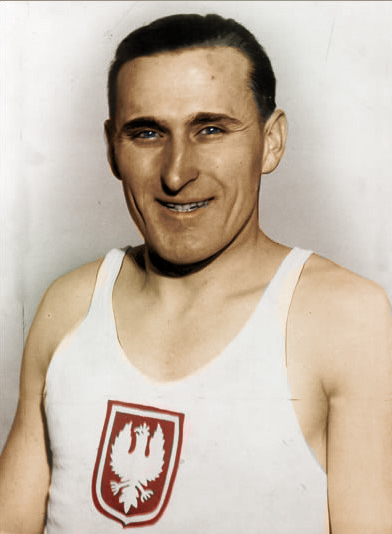
Janusz Kusociński

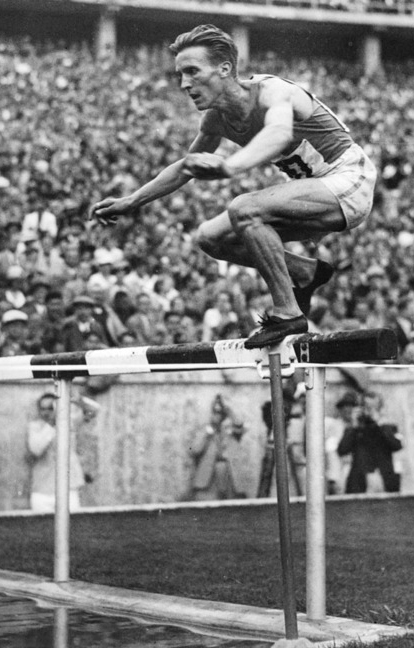
Volmari Iso-Hollo

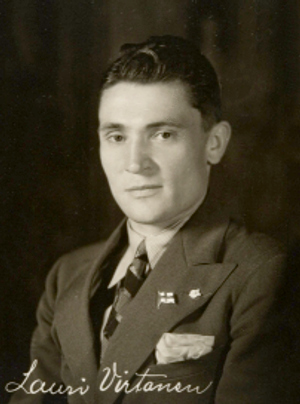
Lauri Virtanen

Bieg na 10 000 metrów mężczyzn był jedną z konkurencji rozgrywanych podczas X Letnich Igrzysk Olimpijskich. Bieg został rozegrany w dniu 31 lipca 1932 roku na Los Angeles Memorial Coliseum w Los Angeles.

## Rekordy
|                   | Zawodnik    | Wynik   | Miejsce   | Data                  |
| ----------------- | ----------- | ------- | --------- | --------------------- |
| Rekord świata     | Paavo Nurmi | 30:06,2 | Kuopio    | 31 sierpnia 1924(dts) |
| Rekord olimpijski | Paavo Nurmi | 30:18,8 | Amsterdam | 29 lipca 1928(dts)    |

## Terminarz
| Data          |       | Godzina |
| ------------- | ----- | ------- |
| 31 lipca 1932 | Finał | ?       |

## Wyniki
| Poz. | Zawodnik             | Reprezentacja     | Czas    | Uwagi |
| ---- | -------------------- | ----------------- | ------- | ----- |
| 1.   | Janusz Kusociński    | Polska            | 30:11,4 | [ 3 ] |
| 2.   | Volmari Iso-Hollo    | Finlandia         | 30:12,6 |       |
| 3.   | Lauri Virtanen       | Finlandia         | 30:35,0 |       |
| 4.   | Billy Savidan        | Nowa Zelandia     | 31:09,0 | [ 4 ] |
| 5.   | Max Syring           | Niemcy            | 31:35,0 |       |
| 6.   | Jean-Gunnar Lindgren | Szwecja           | 31:37,0 |       |
| 7.   | Juan Morales         | Meksyk            | 32:03,0 |       |
| 8.   | Clifford Bricker     | Kanada            | b.d.    |       |
| 9.   | Masamichi Kitamoto   | Japonia           | b.d.    |       |
| 10.  | Shoichiro Takenaka   | Japonia           | b.d.    |       |
| 11.  | José Ribas           | Argentyna         | b.d.    |       |
| 12.  | Fernando Chacarelli  | Argentyna         | b.d.    |       |
| 13.  | Adalberto Cardoso    | Brazylia          | b.d.    |       |
| -    | Lou Gregory          | Stany Zjednoczone | DNF     |       |
| -    | Tom Ottey            | Stany Zjednoczone | DNF     |       |
| -    | Eino Pentti          | Stany Zjednoczone | DNF     |       |